# Ayomi
Ayomi è un arrondissement del Benin situato nella città di Dogbo (dipartimento di Kouffo) con 16.825 abitanti (dato 2006).